# Notomys aquilo
Notomys aquilo is een knaagdier uit het geslacht Notomys.

## Kenmerken
De rug is lichtbruin, de onderkant wit. De staart is lang en zandkleurig. De oren zijn relatief kort. De vleeskleurige voeten zijn lang en smal. Op de keel zit een kleine "buidel". De kop-romplengte bedraagt 100 tot 115 mm, de staartlengte 140 tot 175 mm, de achtervoetlengte 34 tot 40 mm, de oorlengte 18 tot 22 mm en het gewicht 25 tot 50 gram. Vrouwtjes hebben 0+2=4 mammae.

## Leefwijze
Hoewel deze soort niet vaak gevangen wordt kan zijn aanwezigheid makkelijk worden opgemaakt uit afdrukken van de achtervoeten op afstanden van 20 tot 60 cm. Zijn holen in diep zand zijn te herkennen aan hopen aarde van tot 40 cm hoog op één tot twee meter afstand van de ingang van het hol.

## Voortplanting
Op het Groote Eylandt worden de meeste jongen van maart tot mei, in het natte seizoen, geboren, maar geboortes kunnen voorkomen tussen februari en september. Per keer worden er één tot vijf jongen geboren.

## Verspreiding
Deze soort komt voor in Australië. Zijn verspreidingsgebied beslaat de noordoostelijke kust van Arnhemland, het Groote Eylandt en mogelijk een deel van het Kaap York-schiereiland. Op het vasteland leeft hij in allerlei vegetatietypes op zandbodems.